# بومی‌های کانادا

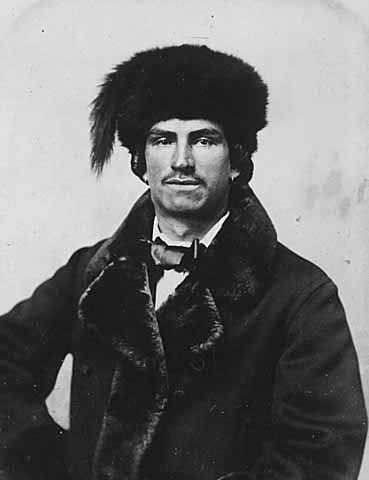
تصویر یک مرد سرخپوست کانادایی که در سال ۱۸۷۰ گرفته شده‌است.

بومی‌های کانادا یا آب‌اوریجینال ها (به انگلیسی: Aboriginal Canadians) به ساکنان اصلی سرزمین کانادا در دوران پیشاکلمبی گفته می‌شود که هنوز در داخل مرزهای امروزی کانادا به‌سر می‌برند که شامل اقوام اولیه، (به انگلیسی: First Nations یا IndianBand) اقوام اینوئیت‌ (به انگلیسی: The Inuit) و مردم متی (به انگلیسی: The Metis) می‌شوند.
اگر چه اصطلاح «هندی» (به انگلیسی: Indian) هنوز هم گاهی در اسناد و مدارک حقوقی برای بومی‌های کانادا استفاده می‌شود اما استفاده از اصطلاحاتی چون «هندی» و «اسکیمو» به عنوان واژگان نامناسب در کانادا کاهش یافته و اغلب با بار منفی در نظر گرفته می‌شود و بومیان کانادا و به‌طور کلی مردمان اولیه آمریکای شمالی را در مجموع به عنوان «آب اوریجینال» می‌شناسند.
باوجود آنکه بسیاری از ایشان در نواحی شمالی کشور سکونت داشته و اکثریت جمعیت آن مناطق را تشکیل می‌دهند اما تعداد آن‌ها در استان‌های جنوبی کشور بیشتر است. البته باتوجه به جمعیت بیشتر این مناطق چندان به چشم نمی‌آید.

## اقوام اولیه
مردمی که تحت نام اقوام اولیه کانادا شناخته می‌شوند بیشتر در مناطقی به نام «رزرو» (به انگلیسی: Reserve) در سراسر کانادا زندگی می‌کنند. رزروها محدوده‌هایی هستند که از سرزمین‌های پهناور قبایل سرخپوستان و ساکنان اولیه به جای مانده‌اند؛ مناطقی که روزی محل شکار و کوچ نشینی آن‌ها بود اما امروز تنها به بخش‌هایی چون شهرهای کوچک یا چند هکتار جنگل یا زمین‌های کشاورزی تبدیل شده‌اند. همه بومیان در رزرو زندگی نمی‌کنند بلکه بخشی از آن‌ها وارد جامعه کانادا شده‌اند و در کنار دیگر مردمان از فرهنگ‌های مختلف زندگی می‌کنند.

## اینوویت‌ها
اقوام اینوویت اقوام بومی شمال کانادا (به انگلیسی: Arctic) هستند؛ همان دسته از مردمان اولیه آمریکای شمالی که در ایالت متحده آمریکا به نام اسکیمو شناخته می‌شوند. در کانادا اقوام اینوویت در قلمرو شمال غربی، قلمرو نوناووت واقع در شمالی‌ترین نقطه کانادا اما جدا از قلمرو شمال غرب، منطقه نوناویک (به انگلیسی: Nunavik) واقع در شمال استان کبک و منطقه لابرادور در شمال شرقی زندگی می‌کنند. اسکیموها در گرینلند به مالکیت دانمارک و آلاسکا به مالکیت آمریکا نیز به سر می‌برند.

## مردم متی
اقوام متی یا می‌تیس، در استان‌های مرکزی کانادا اسکان یافته‌اند و دارای نژاد دورگه مرکب از فرانسویان و ساکنان اولیه کانادا هستند. فرانسویان اولین و انگلیسی‌ها دومین دسته از خارجی‌هایی بودند که وارد کانادا شده و بخش‌هایی از کانادا را در سلطه خود گرفتند. اقوام متی دارای زبان ترکیبی بومی با فرانسوی هستند.

## وضعیت کنونی

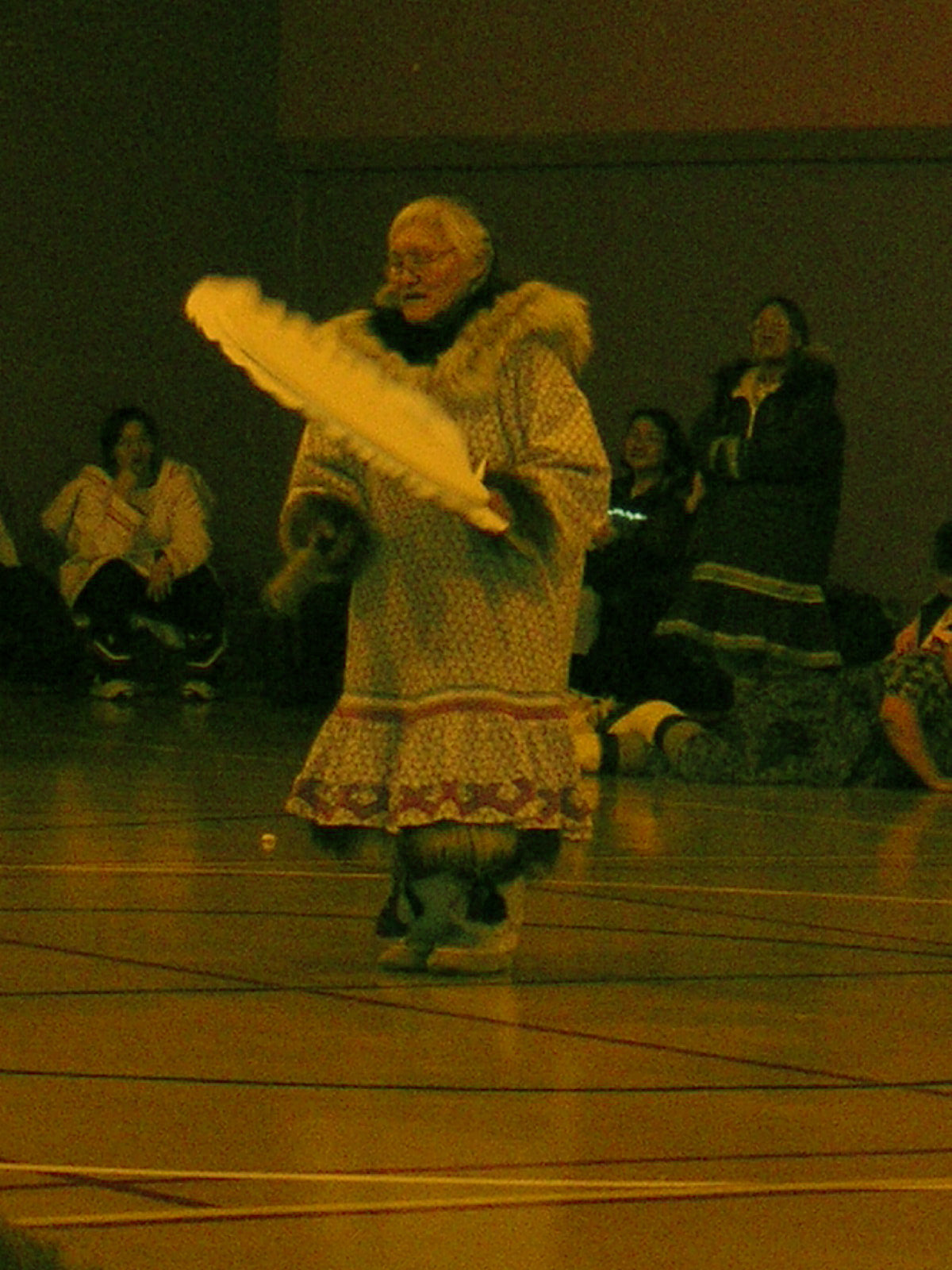
یک رقصندهٔ آب اوریجینال درحال رقص طبل در جشنواره‌ای در نوناووت

قوانین بومی آن‌ها در قانون اساسی کانادا لحاظ شده و نوعی خودمختاری دارند و به نوعی استقلال فرهنگی زبانی و اقتصادی رسیده‌اند. این مهم در سال ۱۹۹۵ حاصل شد.
از سال ۱۹۶۶ نهادی دولتی به نام امور بومیان و توسعه شمال (به انگلیسی: the Department of Indian Affairs and Northern Development) برای حمایت از مردم اولیه فعالیت خود را آغاز کرد که در سال ۲۰۱۱ به عنوان یک وزارت خانه نام کلی امور آب اورجینال را به نام خود اضافه کرد و با نام وزارت امور آب اریجینال‌ها و توسعه شمال کانادا (به انگلیسی: Aboriginal Affairs and Northern Development Canada) برای بهبود وضعیت بهداشتی، اجتماعی و اقتصادی بومیان کانادا، و همچنین حضور فعال آن‌ها در توسعه سیاسی اقتصادی کانادا تلاش می‌کند.
بومیان کانادا از پرداخت مالیات به دولت معاف هستند و تحصیلات دانشگاهی برای آن‌ها رایگان است. با این وجود آن‌ها به خاطر از دست دادن سرزمین‌های خود و نابودی سنت‌هایشان در رنج‌اند، و گروه‌هایی از آن‌ها همواره در نزاع با دولت به سر می‌برند. سرخپوستان، گویی خود را در محاصره زندگی نوینی می‌بینند که آن‌ها را از طبیعت زیبای اجدادشان دور کرده‌است.
جمعیت این اقوام ۱٬۱۷۲٬۷۹۰ نفر در سال ۲۰۰۶ و ۱٬۴۰۰٬۶۸۵ نفر در سال ۲۰۱۱ برآورد شده‌است. آن‌ها به زبان‌های بومی آمریکا سخن می‌گویند هرچند پاره‌ای از آن‌ها امروزه انگلیسی زبان شده‌اند. بسیاری از آن‌ها امروز ساز می‌زنند، الکل می‌نوشند، و در مراسم ملی خود می‌کوشند تا همچنان فرهنگ و سنن بومی خود را در جامعه چند فرهنگی کانادا به نمایش بگذارند. برای مردم کانادا، به ویژه مهاجران دیدن گردهمایی‌های سرخپوستان لذت خاصی دارد.

## روز آب اوریجینال‌ها
روز ۲۱ ژوئن «روز آب اوریجینال‌های کانادا» شناخته می‌شود. آن‌ها در سراسر کانادا دورهم جمع می‌شوند تا این روز را جشن بگیرند.
جشن روز بومیان تنها ختم به یک روز نیست، بلکه تا ۱۱ روز ادامه پیدا می‌کند. به دنبال این روز مهم روزهای دیگری از راه می‌رسند که همه آن‌ها را بهم پیوند می‌دهد؛ روز ۲۷ ژوئن روز چند فرهنگی در کانادا و روز اول ژوئیه روز کانادا نامگذاری شده‌اند. همین روزها بهانه‌ای شده تا مردم کانادا روزهایی پر از مراسم و اتفاقات شاد را شاهد باشند. جشن و شادی در قالب برنامه‌های مختلف، آئین‌های قدیمی و آتش بازی بخشی از این اتفاقات هستند.

## جمعیت‌شناسی
| استان/منطقه            | شمار      | ٪ ایالتیA | سرخپوست (قبایل اولیه) | متی     | اینوئیت | دورگه  | سایرB  |
| ---------------------- | --------- | --------- | --------------------- | ------- | ------- | ------ | ------ |
| بریتیش کلمبیا          | ۲۳۲٬۲۹۰   | ۵٫۴٪      | ۱۵۵٬۰۱۵               | ۶۹٬۴۷۵  | ۱٬۵۷۰   | ۲٬۴۸۰  | ۳٬۷۴۵  |
| آلبرتا                 | ۲۲۰٬۶۹۵   | ۶٫۲٪      | ۱۱۶٬۶۷۰               | ۹۶٬۸۶۵  | ۱٬۹۸۵   | ۱٬۸۷۵  | ۳٬۲۹۵  |
| سسکچوان                | ۱۵۷٬۷۴۰   | ۱۵٫۶٪     | ۱۰۳٬۲۰۵               | ۵۲٬۴۵۰  | ۲۹۰     | ۶۷۰    | ۱٬۱۲۰  |
| مانیتوبا               | ۱۹۹٬۹۴۰   | ۱۷٫۰٪     | ۱۳۰٬۰۷۵               | ۷۸٬۸۳۵  | ۵۸۰     | ۱٬۲۰۵  | ۱٬۰۵۵  |
| اونتاریو               | ۳۰۱٬۴۳۰   | ۲٫۴٪      | ۲۰۱٬۱۰۰               | ۸۶٬۰۱۵  | ۳٬۳۶۰   | ۲٬۹۱۰  | ۸٬۰۴۵  |
| کبک                    | ۱۴۱٬۹۱۵   | ۱٫۸٪      | ۸۲٬۴۲۵                | ۴۰٬۹۶۰  | ۱۲٬۵۷۰  | ۱٬۵۵۰  | ۴٬۴۱۰  |
| نیوبرانزویک            | ۲۲٬۶۲۰    | ۳٫۱٪      | ۱۶٬۱۲۰                | ۴٬۸۵۰   | ۴۸۵     | ۱۴۵    | ۱٬۰۲۰  |
| نووا اسکوشیا           | ۳۳٬۸۴۵    | ۳٫۷٪      | ۲۱٬۸۹۵                | ۱۰٬۰۵۰  | ۶۹۵     | ۲۲۵    | ۹۸۰    |
| جزیره پرنس ادوارد      | ۲٬۲۳۰     | ۱٫۶٪      | ۱٬۵۲۰                 | ۴۱۰     | ۵۵      | ۰      | ۲۳۵    |
| نیوفاوندلند و لابرادور | ۳۵٬۸۰۰    | ۷٫۱٪      | ۱۹٬۳۱۵                | ۷٬۶۶۵   | ۶٬۲۶۰   | ۲۶۰    | ۲٬۳۰۰  |
| یوکان                  | ۷٬۷۱۰     | ۲۳٫۱٪     | ۶٬۵۸۵                 | ۸۴۵     | ۱۷۵     | ۳۰     | ۷۰     |
| نواحی شمال غرب         | ۲۱٬۱۶۰    | ۵۱٫۹٪     | ۱۳٬۳۴۵                | ۳٬۲۴۵   | ۴٬۳۳۵   | ۴۵     | ۱۸۵    |
| نوناووت                | ۲۷٬۳۶۰    | ۸۶٫۳٪     | ۱۳۰                   | ۱۳۵     | ۲۷٬۰۷۰  | ۱۵     | ۱۵     |
| کانادا                 | ۱٬۴۰۰٬۶۸۵ | ۴٫۳٪      | ۸۵۱٬۵۶۰               | ۴۵۱٬۷۹۵ | ۵۹٬۴۴۵  | ۱۱٬۴۱۵ | ۲۶٬۴۷۰ |
| منبع: ۲۰۱۱ Census      |           |           |                       |         |         |        |        |

A.^ درصد بومی‌ها در جمعیت استان یا منطقه
B.^ با توجه به آمار کانادا این ارقام شامل کسانی است که خود را به عنوان بومی ثبت یا در پاسخ به سؤال هویت بومی خود را عضوی از گروه اقوام اولیه کانادا، متی، یا اینوئیت معرفی کرده‌اند.